# Isidoro Díaz
Isidoro Díaz (14 marzo 1940) è un ex calciatore messicano, di ruolo centrocampista.

## Carriera

### Club
Ha giocato nella prima divisione messicana.

### Nazionale
Ha partecipato a tre edizioni dei Mondiali, nel 1962, nel 1966 e nel 1970.

## Palmarès

### Club

#### Competizioni nazionali
- Campionato messicano: 7

Guadalajara: 1956-1957, 1958-1959, 1959-1960, 1960-1961, 1961-1962, 1963-1964, 1964-1965
- Coppa del Messico: 1

Guadalajara: 1962-1963

#### Competizioni internazionali
- CONCACAF Champions' Cup: 1

Guadalajara: 1962